# Шемри-ле-Дё
Шемри́-ле-Дё (фр. Chémery-les-Deux) — коммуна во французском департаменте Мозель региона Лотарингия. Относится к кантону Бузонвиль.

## Географическое положение

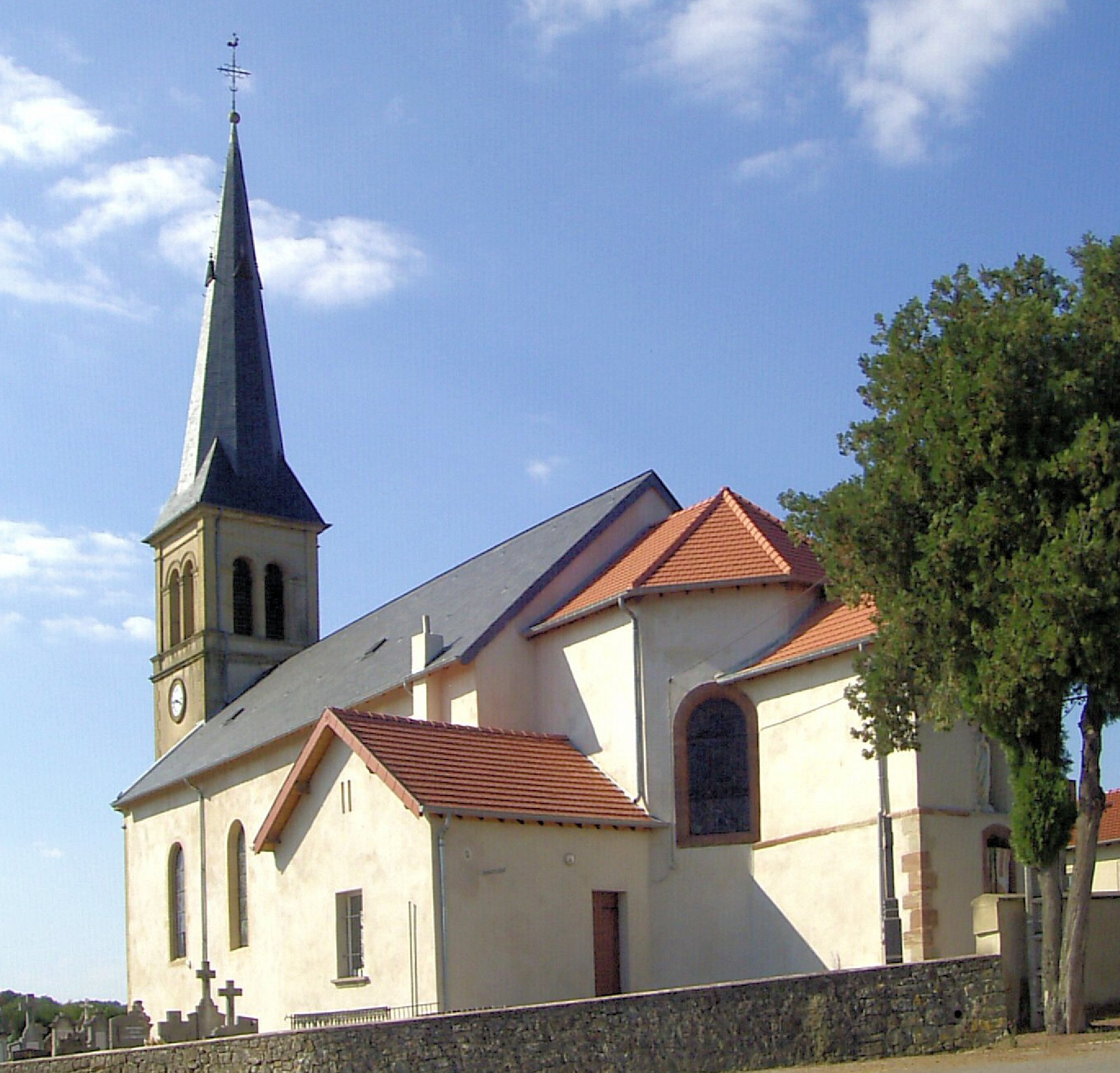
Церковь Сен-Мартен в Шемри-ле-Дё.

Шемри-ле-Дё расположен в 28 км к северо-востоку от Меца. Соседние коммуны: Бибиш на северо-востоке, Бузонвиль на востоке, Фрестроф на юго-востоке, Эберсвиллер на юго-западе, Дальстен и Манскирш на северо-западе.	

## История
- Коммуна бывшего герцогства Лотарингия.
- Принадлежал аббатству Фрестрофф в 1130 году, аббатству Бузонвиль в 1604 году, а также аббатству Виллер-Беттнаш.

## Демография
По переписи 2008 года в коммуне проживало 444 человек.	

## Достопримечательности
- Старый замок с подъёмным мостом.
- Церковь Сен-Мартен, 1751 года.
- Линия Мажино, бункер Облен с казематами Юбербуш "C58-C59".